# Wielkouch
Wielkouch (Macrotis) – rodzaj ssaków z rodziny wielkouchowatych (Thylacomyidae).

## Rozmieszczenie geograficzne
Rodzaj obejmuje jeden żyjący współcześnie gatunek występujący endemicznie w Australii.

## Morfologia
Długość ciała (bez ogona) samic 20–39 cm, samców 24–55 cm, długość ogona samic 12–27,8 cm, samców 12,5–29 cm; masa ciała samic 311–1200 g, samców 360–2500 g.

## Systematyka
Rodzaj zdefiniował w 1837 roku brytyjski zoolog James Reid w artykule zatytułowanym Opis nowego gatunku z rodzaju Perameles, opublikowanym w czasopiśmie „Proceedings of the Zoological Society of London”. Gatunkiem typowym jest (oznaczenie monotypowe) wielkouch króliczy (M. lagotis).

### Etymologia
- Macrotis: gr. μακρωτης makrōtēs ‘długouchy’, od μακρος makros ‘długi’; -ωτις -ōtis ‘-uchy’, od ους ous, ωτος ōtos ‘ucho’[19][20].
- Thylacomys (Thalacomys, Phalacomys, Thalaconus): gr. θυλαξ thulax, θυλακος thulakos ‘wór’; μυς mus, μυός muos ‘mysz’[21]. Gatunek typowy (oznaczenie monotypowe): Perameles lagotis J. Reid, 1837.
- Paragalia (Perigalea, Paragalea, Peragalea, Peragale): gr. πηρα pēra ‘skórzany wór’; γαλεη galeē lub γαλη galē ‘łasica’[22]. Gatunek typowy (oznaczenie monotypowe): Perameles lagotis J. Reid, 1837.

### Podział systematyczny
Do rodzaju należą następujące gatunki:
| Grafika | Gatunek          | Autor i rok opisu | Nazwa zwyczajowa   | Podgatunki         | Rozmieszczenie geograficzne | Podstawowe wymiary                            | Status IUCN |
| ------- | ---------------- | ----------------- | ------------------ | ------------------ | --- | --------------------------------------------- | ----------- |
|         | Macrotis lagotis | (J. Reid, 1837)   | wielkouch króliczy | gatunek monotypowy | Australia Zachodnia, Terytorium Północne i południowo-zachodni Queensland; przeniesiony na wyspę Thistle (Australia Południowa), reintrodukowany do Lorna Glen (Australia Zachodnia) | DC: 29–55 cm DO: 20–29 cm MC: 0,8–2,5 kg      | VU          |
|         | Macrotis leucura | (O. Thomas, 1887) | wielkouch mniejszy | gatunek monotypowy | występował na centralnych pustyniach w północnej Australii Zachodniej, południowym Terytorium Północnym i północnej Australii Południowej                                            | DC: 20–27 cm DO: 12–17 cm MC: około 311–360 g | EX          |

Kategorie IUCN:  VU  – gatunek narażony,  EX  – gatunek wymarły.